# Iridomirmecina
La iridomirmecina è una sostanza chimica difensiva, classificata come iridoide, isolata dalle formiche del genere Iridomyrmex. Si trova anche in una varietà di piante tra cui Actinidia polygama.